# 市中街道 (禹城市)
市中街道，是中华人民共和国山東省德州市禹城市下辖的一个乡镇级行政单位。2020年8月，将市中街道分设为市中、禹兴两个街道。以徒骇河与京沪铁路交界处至施女河与京沪铁路交界处至赵牛河与齐河县交界处为界，界线以北为市中街道，界线以南为禹兴街道。2020年8月调整后，市中街道辖区面积74.85平方公里，人口16.1万人，负责主城区、德州高新区、化工园区等区域管理服务工作，街道办事处机关驻地不变。

## 行政区划
市中街道下辖以下地区：
洛北社区、兴禹社区、胜利社区、老城社区、汉槐社区、夏季社区、红旗社区、二十堡社区、东辛社区、韩庄社区、任万社区、寺后社区、北环社区、四新社区、石屯社区、骇河社区、郭辛社区、二十堡北社区、大刘社区、寨子社区、田孟姜石社区、禹石社区、张陈社区、马屯社区、杨金社区、新合社区、屯子社区、韩庙社区、城角韩社区、五联社区、李路三社区、新冯社区、赵庄社区、天宫院社区、罗霍石社区、唐寺社区、薛庙社区、邢高李社区、宋赵社区、杨城子社区、南北庄社区、姚高社区、冢子社区、千户屯社区、要庄社区、曹坡社区、南陈社区、丁刘社区、于安社区、三友社区、肖寺社区、东西陈社区、顺和社区、杨桥社区、马桥社区、先锋社区、花园社区、友和社区、六和社区、群贤居社区、东街村、西街村、北街村、南街村、杨河套村、果林村、西李全村、庞店村、月牙湾村、魏寨村、北七里村、黄店村、韩庄村、秦老庄村、闫庄村和窦庄村。